# Вівчарик чорнобровий
Вівча́рик чорнобровий (Phylloscopus cantator) — вид горобцеподібних птахів родини вівчарикових (Phylloscopidae). Мешкає в Гімалаях і Південно-Східній Азії.

## Опис
Довжина птаха становить 10-11 см, вага 6-7 г. Верхня частина тіла оливково-жовта, горло, груди і гузка жовті, живіт білий. На тімені чорні і жовті смуги, над очима жовті "брови". через очі ідуть чорні смуги.

## Підвиди
Виділяють два підвиди:
- P. c. cantator (Tickell, 1833) — від східного Непалу до північно-західного Лаосу;
- P. c. pernotus Bangs & Van Tyne, 1930 — північний і центральний Лаос.

## Поширення і екологія
Чорноброві вівчарики мешкають в Індії, Непалі, Бутані, Бангладеш, М'янмі, Китаї, Таїланді, Лаосі і В'єтнамі. Вони живуть в густих вічнозелених листяних лісах, вологих тропічних лісах і бамбукових заростях. Зустрічаються поодинці або парами на висоті від 300 до 2000 м над рівнем моря. Взимку частина популяцій мігрує в долини. Живляться комахами та їх личинками, яких шукають в кронах дерев. Сезон розмноження триває з квітня по червень. Гніздо кулеподібне, робиться самицею і самцем з трави, розміщується на землі, серед коріння дерев.